# Hoje Eu Quero Voltar Sozinho
Hoje Eu Quero Voltar Sozinho (lit. ‘Avui vull tornar sol’) és una pel·lícula brasilera escrita, produïda i dirigida per Daniel Ribeiro que es va estrenar el 10 d'abril de 2014. És protagonitzada per Ghilherme Lobo, Fabio Audi i Tess Amorim. La pel·lícula està basada en el curtmetratge Eu Não Quero Voltar Sozinho (Jo no vull tornar sol) de 2010, també escrit i dirigit per Ribeiro i amb el mateix elenc principal, encara que no es tracta d'una continuació sinó una versió més completa de la mateixa història amb noves subtramas i una nova narrativa.
Es va estrenar en la secció Panorama del Festival Internacional de Cinema de Berlín de 2014, on va obtenir el guardó a la Millor Pel·lícula per la Federació Internacional de Crítics de Cinema FIPRESCI i el Teddy Award per Millor Pel·lícula amb temàtica o personatges LGBT. També es va presentar al Festival Internacional de Cinema a Guadalajara on va obtenir el Premi del Público en Infinitum per millor pel·lícula. El juny de 2014 es va presentar en el Festival Internacional de Cinema LGBT de San Francisco on va rebre el Frameline38 AT&T Audience Award per Millor Pel·lícula i al Festival de Cinema Peace & Love de Suècia on es va emportar els premis a Millor Pel·lícula tant el que va lliurar el jurat com el que va lliurar l'audiència. Fins a 2016 la pel·lícula ha obtingut 44 guardons nacionals i internacionals.
El 18 de setembre de 2014 la pel·lícula va ser seleccionada pel Ministeri de Cultura del Brasil perquè participés com a candidata d'aquest país en la categoria de "Millor Pel·lícula Estrangera" als Premis Oscar de 2015. No obstant això no va ser seleccionada entre les cinc finalistes de l'edició.

## Argument
Leonardo (Ghilherme Lobo) és un adolescent cec que, com qualsevol, està a la recerca del seu lloc. A l'inici de la pel·lícula es troba xerrant en la piscina de casa del seu inseparable millor amiga, Giovana (Tess Amorim). Leo està preocupat perquè s'acosta el final de l'estiu i mai ha tingut cap relació ni ha estat besat. Fantaseja que la seva primera vegada sigui especial. Gi, per part seva, espera que en l'inici del curs per fi conegui a un noi de qui enamorar-se. Al final de la tarda Gi acompanya a Leo fins a la seva casa, cosa que fa habitualment, encara que viuen a una certa distància. Ja a casa Leo ha d'enfrontar-se amb els seus protectors pares. En el seu desig de ser cada vegada més independent aconsegueix, amb condicions, que els seus pares li deixin passar una tarda sol a casa.
Comença el nou curs i es produeixen els retrobaments amb antics companys com Fabio (Pedro Carvalho), qui fa bromes pesades sobre la ceguesa de Leonardo per les quals acaba al despatx del director, o Karina (Isabela Guasco) una jove trencacors. No obstant això és la incorporació a la classe d'un nou alumne, Gabriel (Fabio Audi), que ocupa el pupitre buit darrere de Leo la principal novetat del curs. Gi es queda corpresa de Gabriel i, a poc a poc, els tres congenien, comparteixen tasques o el camí de tornada a casa.

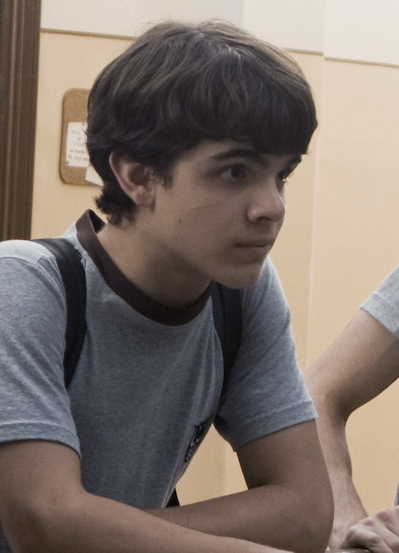
Leonardo (Ghilherme Lobo) és un adolescent cec que s'enamora del seu nou company de classe Gabriel (Fabio Audi)

Un dia que Leo camina només, guiant-se amb el seu bastó, ensopega i cau després de sofrir una broma pesada de Fabio i alguns companys. Després visitar a la seva àvia Maria (Maria Selma Egrei), amb qui té una forta relació d'afecte i complicitat, arriba a la seva casa més tard de l'habitual i allí discuteix amb els seus pares. Es troba especialment irritat per la naturalesa sobreprotectora de la seva mare, Laura (Lúcia Romano), exigint-los que no li donin un tracte diferent del que tenen els nois de la seva edat a causa de la seva ceguesa. Més tard, en conversa amb la seva amiga Gi, li confessa que a causa de la situació que té a casa, està pensant fer un viatge d'intercanvi d'estudiants a l'estranger. D'aquesta manera creu que podrà ser més lliure, independent, créixer i allunyar-se dels seus pares. Això entristeix a Gi que pensa que, d'aquesta manera, perdrà al seu confident i íntim amic.
Leo i Gabriel van a casa de Gi per a gaudir d'una tarda en la piscina. Entre jocs, riures i bromes sobre els gustos musicals de Leo, a qui apassiona la música clàssica, al final de la tarda Gabriel insisteix a acompanyar-ho a casa per a facilitar-li les coses a Gi. Malgrat la seva contrarietat la noia accepta i des d'aquest moment Leo pren del braç a Gabriel per poder traslladar-se als llocs. L'endemà, ja en classe, els encarreguen un treball sobre l'antiga Grècia entre parelles de nois, que tractarà sobre Esparta, o de noies, que tractarà sobre Atenes. Leo i Gabriel formen parella apartant Gi, que es veu obligada a preparar el treball a la biblioteca amb una companya de classe. Leo i Gabriel comparteixen sols l'esmorzar, moment que aprofiten per a conèixer-se millor. Leo respon a la curiositat de Gabriel sobre com és la vida d'una persona invident, revelant-li que va néixer cec, i acaben veient una pel·lícula en la qual Gabriel narra el que succeeix en pantalla a cau d'orella de Leo.
Uns dies després, mentre estan elaborant el treball de classe a casa de Leo, aquest comença a ensenyar-li a Gabriel l'alfabet braille. Per la seva part Gabriel li posa música del grup Belle and Sebastian i aconsegueix que el seu amic balli per primera vegada música moderna. Com a la nit hi ha un eclipsi lunar tots dos decideixen escapar-se a una prada pròxima sense el coneixement dels pares de Leo. Com Leo no pot veure l'eclipsi és Gabriel qui li explica el fenomen utilitzant unes pedres. Ja de camí a casa Gabriel li demana a Leo que l'endemà li porti a classe un jersei (o abric) que, per casualitat, es va deixar a la seva casa. En tornar Leo es despulla i es fica al llit posant-se la peça del seu amic sobre el seu cos.
L'agència que gestiona els programes d'intercanvi d'estudiants es posa en comunicació amb Leo oferint-li la possibilitat d'acudir als Estats Units, on existeix un programa específic per a persones cegues. Leo pretexta que els seus pares estan de viatge, cosa que no és certa, per a ajornar la visita atès que necessita la seva autorització per a accedir al programa. Finalment els seus pares, en ser-los revelada la intenció de Leo, es neguen de manera categòrica a aprovar-la. No obstant això el seu pare, Carlos (Eucir de Souza), mentre l'ajuda a Leo a afaitar-se, el seu fill li pregunta conciliador pels veritables motius que li empenyen a voler anar-se'n de casa, prometent parlar amb la seva mare i fer canvis perquè sigui més fàcil la convivència i pugui ser més independent.

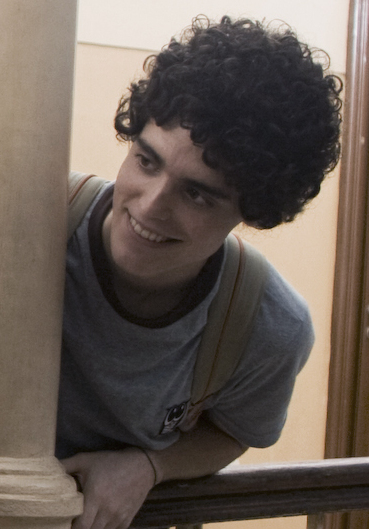
Fabio Audi (Gabriel) interpreta al nou company de classe que, paulatinament, s'enamora de Leonardo (Ghilherme Lobo)

Gabriel continua substituint a Gi com a acompanyant de Leo a la seva casa, la qual cosa ocasiona l'empipament de la noia en veure's desplaçada de les activitats dels seus amics. Els tres són convidats a una festa amb els seus companys de classe a casa de Karina. Durant la festa, Gi evita a Leo i, en un apart amb Gabriel després d'haver begut alcohol, li diu que en arribar a les seves vides ella se sent desplaçada. Li revela la intenció de Leo d'anar-se'n a l'estranger, assumpte del qual Gabriel no sabia res, i intenta besar Gabriel, qui no li correspon. Entretant Leo participa en un joc de l'ampolla i, en el moment en què li apunta, Fabio intenta fer-li una broma pesada amb el gos de Karina fent creure a Leo que besarà a una persona de veritat però intentant que besi al gos. Gi, que observa l'escena, l'arrossega fora de la casa sense donar-li explicacions del que succeïa. Al no saber el que estava passant Leo s'enfada amb ella i Gi s'enfureix i marxa de la festa. Gabriel, que també ha vist l'escena, insisteix a portar a Leo a la seva casa, però Leo explota de ràbia en creure que tant Gi com Gabriel intenten controlar la seva vida i impedir que ningú li besi. En aquest moment, Gabriel besa a Leo i marxa precipitadament en la seva bicicleta.
Tota la classe acudeix a un campament en el que passaran la nit. Leo, qui ha aconseguit el permís dels seus pares per a participar, se senta sol a l'autobús perquè Gabriel puja amb Karina i Gi decideix no asseure's al costat d'ell. Ja en el destí, mentre estan fent les pràctiques matinals al costat d'un llac, Gabriel s'aproxima a Leo i admet que estava tan begut que no recorda res del que va passar a la festa de casa de Karina; Inclòs el petó entre tots dos que Leo tampoc esmenta. A la tarda la classe gaudeix de la piscina del campament i Gabriel acompanya Leo. Quan ja tots han marxat, perquè Leo és pudorós i no vol dutxar-se davant de la gent, Gabriel l'acompanya quedant-se sols. Encara que inicialment Leo comença a dutxar-se amb vestit de bany al final venç els seus pudors i decideix llevar-se'l. Gabriel, en veure'l nu, de manera precipitada acaba de dutxar-se perquè s'ha excitat mirant Leo, qui no s'adona del que succeeix.
Ja de nit Gi i Leo, per mediació de Gabriel i Karina, es retroben, xerren i acaben superant les seves diferències reconciliant-se. Mentre prenen unes begudes Leo revela a la seva amiga que se sent enamorat de Gabriel. Al no saber com reaccionar davant aquesta inesperada notícia Gi marxa del seu costat. En trobar-se sol Leo cerca Gabriel, qui està a la piscina amb Karina, i aquest el convida a ficar-se en la piscina amb ells, cosa que fa i com a conseqüència es constipa.
Després de tornar del campament Gi visita Leo a casa i li brinda el seu suport, la seva amistat i opina que ell i Gabriel fan una bona parella, no donant crèdit als rumors de la classe que Gabriel i Karina s'hagin enrotllat. A instàncies de Gi, Gabriel visita Leo a casa seva i Leo li pregunta a Gabriel si va besar Karina al campament. Aquest afirma que no ho va fer, encara que ella ho va intentar, i com a pretext es va inventar una núvia fictícia. A la pregunta de Leo de per què ho va fer, Gabriel li confia que li agrada una altra persona a qui en el seu moment ja va besar fugaçment. Finalment Gabriel admet que se sent enamorat de Leo, que recorda perfectament el petó que li va donar a la festa de Karina, però que sentia dubtes a la reacció de Leo als seus sentiments. Leo respon besant-lo i fonent-se en una abraçada amb Gabriel.
Algun temps després Leo i Gabriel presenten el seu treball sobre Esparta davant la classe. Es presenta un nou company a la classe que se senta al pupitre al costat de Gi i amb qui aquesta congenia des del principi. Després, en sortir de classe per a marxar-se a casa, Leo va com de costum del braç de Gabriel acompanyats per Gi. Fabio i els seus amics, en veure'ls del braç, li pregunten a Leo si té un nou nuvi ja que desconeixen els sentiments que els dos nois tenen entre si. Leo respon baixant la seva mà del braç a la mà de Gabriel, entrecreuant els seus dits i prosseguint el seu camí, la qual cosa genera riures còmplices entre els qui assisteixen a aquest moment. En l'última escena de la pel·lícula es veu a Leo caminant en la bicicleta de Gabriel, deixant-se guiar per ell ja que es troba sobre el suport de la roda posterior abraçant-se a les espatlles de Leo.

## Repartiment
- Ghilherme Lobo – Leonardo
- Fabio Audi – Gabriel
- Tess Amorim – Giovana
- Lúcia Romano – Laura
- Eucir de Souza – Carlos
- Selma Egrei – Maria
- Isabela Guasco – Karina
- Pedro Carvalho – Fabio
- Luiz Gustavo Auricchio – Carlinhos
- Júlio Machado – Professor
- Victor Filgueiras – Ghilherme
- Naruna Costa – Professora

## Banda sonora

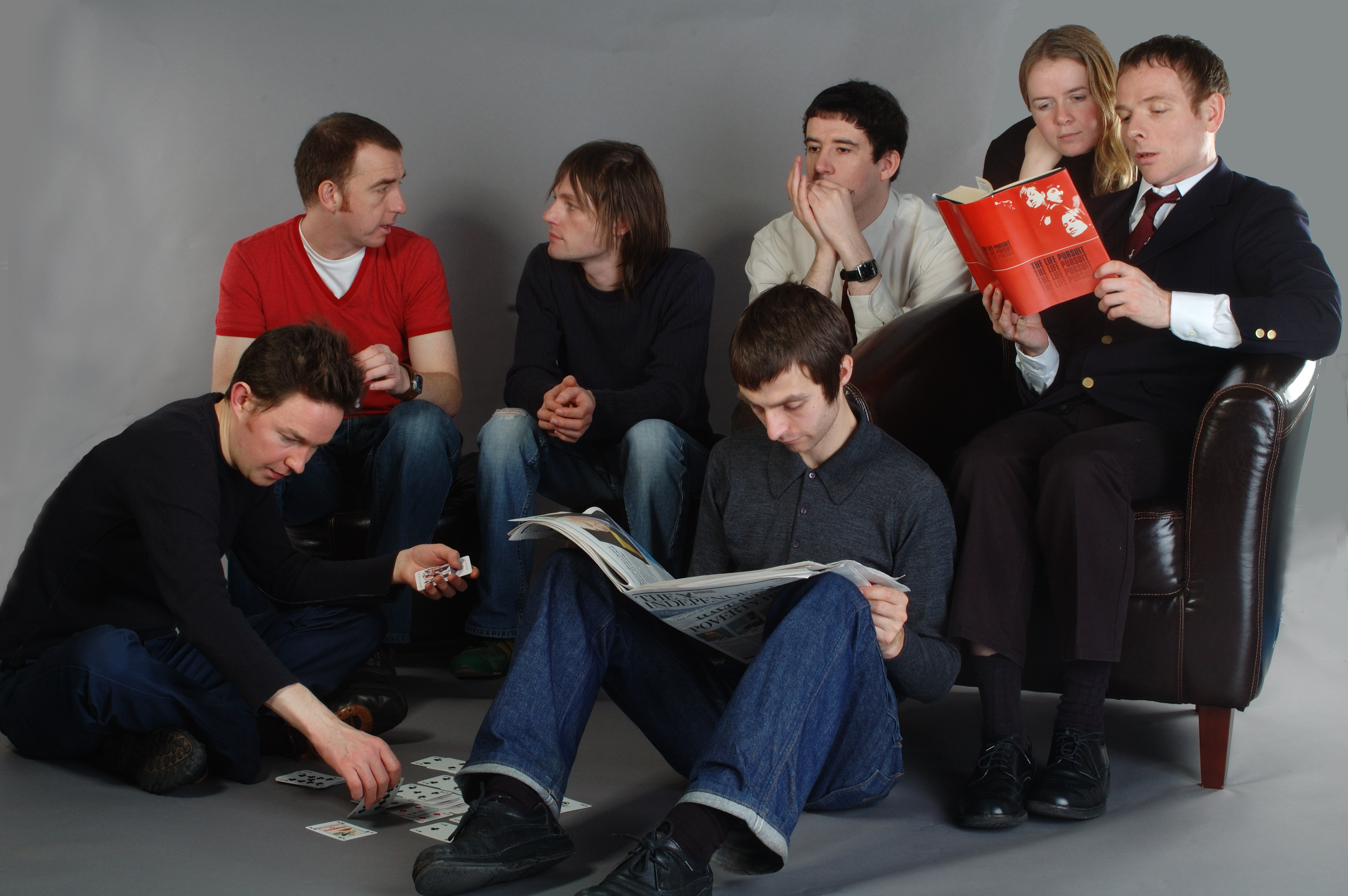
La cançó There's too much love de Belle & Sebastian (en imatge) és un dels temes centrals de la pel·lícula

La banda sonora de la pel·lícula està formada per cançons tant internacionals com brasileres i per música clàssica, sent la cançó del grup Belle & Sebastian There's too much love la que més presència té en pantalla i s'utilitza en els tràilers de promoció.
- Belle & Sebastian - There's too much love
- Piotr Ilitx Txaikovski - The Nutcraker, op. 71
- Johann Sebastian Bach - Cello Suite Nº 1
- Johannes Brahms - Hungarian Dance Nº 5
- Wolfgang Amadeus Mozart - Violin Concerto Nº 3
- Cícero - Vagalumes Cegos
- Arvo Pärt - Spiegel im Spiegel
- Franz Schubert - Piano Trio in E flat, op. 100
- Marvin Gaye - Let's Get It On
- David Bowie - Modern Love
- The National - Start a War
- Homemade Blockbuster - Dance Moves
- Dom La Nena - Start a War (The National Cover)
- Tatá Aeroplano e Juliano Polimeno - Beijo Roubado em Segredo
- Marcelo Camelo e Mallu Magalhães - Janta

## Recepció
Hoje Eu Quero Voltar Sozinho ha rebut excel·lents crítiques al voltant del món en els Festivals de Cinema on s'ha presentat i un bon acolliment en general entre la premsa especialitzada, els llocs web i els agregadores dedicats al cinema.
La revisió del agregador Rotten Tomatoes, basat en 26 comentaris, informa que el 92% de crítics va donar una opinió positiva de la pel·lícula, amb una nota mitjana de 7.4/10. El consens del lloc diu: "hi ha personatges ressonants, compassius, emocionalment detallats. Hoje Eu Quero Voltar Sozinho deixa una calidesa estesa". El lloc Metacritic, en una escala de 0 a 100, li dona una nota 73, basat en 13 comentaris -el que indica "crítiques generalment favorables".
En el Festival Peace & Love de Suècia els jurats van argumentar lliurar-li el premi a Millor Pel·lícula per "La seva manera ben balancejada de contar una història i manejar sense esforç un tema delicat fent ús d'un talentós elenc".
Va aconseguir 3.9 de 5 estrelles segons el lloc Adorocinema, basat en 16 crítiques de la premsa brasilera.
La pel·lícula també va rebre comentaris positius dels crítics estatunidencs. Boyd Van Hosij de The Hollywood Reporter va comentar: "En general, la pel·lícula de [Daniel] Ribeiro, la qual està barrejada amb moments d'humor i emoció, se sent extremadament ben ajustada en les conflictives vides emocionals dels seus personatges adolescents, els qui a vegades es retiren dins de la seguretat de la seva zona de confort de la seva infantesa després d'una molt interessant, però que també fa por, excursió cap a l'adult desconegut". Chris Hernández, de la revista Next, va destacar la facilitat amb la qual es representa la passió de Gabriel pel seu amic no vident. Per al crític, això és un reflex d'una major acceptació que les relacions homosexuals estan actualment prenent fermesa. Jay Weissberg de la revista Variety, va ressenyar algunes falles en el guió, especialment en el comportament d'excés de zel dels pares de Leonardo. No obstant això, també va assenyalar l'impacte que la pel·lícula pugui tenir sobre els joves que tenen dubtes sobre prendre la seva sexualitat.
En mitjans mexicans va cridar l'atenció durant la seva exhibició en el Festival Internacional de Cinema de Guadalajara. Orianna Calderón, en una anàlisi publicada en la pàgina oficial del festival, va dir que la relació Leonardo i Gabriel es "retrata amb sensibilitat i tensió, però sempre d'una manera molt restringida". Va sentir que les accions dels personatges es podrien haver desenvolupat amb major profunditat sense l'ús de "característiques òbvies". L'equip editorial de la revista Rolling Stone Mèxic, l'anàlisi dels llargmetratges presentats en el cas anterior, descriu a Hoje Eu Quero Voltar Sozinho com "gairebé dolç", destacant la lleugeresa amb la qual Ribeiro condueix la història el que facilita l'empatia amb l'espectador.
En França les crítiques de la pel·lícula eren en la seva majoria favorables. Mathieu Macheret, escrivint per al diari Le Monde, assenyala que l'homosexualitat no s'utilitza per a informar sobre la intolerància social o religiosa, sinó com una part dels dilemes de la vida del protagonista, per la seva dependència dels altres i la seva inseguretat amb si mateix. En un article publicat en el diari 20 Minutes, afirma que Ribeiro explora temes sexuals i d'independència amb "notable delicadesa", recomanant la pel·lícula fortament. Xavier Leherpeur, col·laborador d'una revista de cinema Studio Ciné Live, descriu a la pel·lícula com a "encantador, comunicatiu i vigoritzant" donant-li 4 de 5 estrelles.